# Clube Ferroviário de Nampula
El Clube Ferroviário de Nampula es un equipo de fútbol de Mozambique perteneciente a la comunidad de Nampula, que juega en la Moçambola, la liga de fútbol más importante del país.

## Historia
Fue fundado en el año 1924 en la ciudad de Nampula, siendo uno de los equipos más viejos de Mozambique. Es un equipo que ha ganado la Moçambola en solo 1 ocasión, en el año 2004 y el torneo de copa la ha ganado solo 1 vez. Tiene como curiosidad que el actual presidente de Mozambique, Filipe Nhussi, fue presidente del equipo.
La época de mayor auge para el ferroviario fue en los comienzos de los 2000 más precisamente entre el 2003 y 2008,donde el equipo de nampula logró hacerse con su primera copa nacional (2003) y con la liga en 2004 lo que le permitió participar de competencias a nivel internacional, sin embargo en las 3 oportunidades en las que participó en dichas competencias no logró pasar de la ronda preliminar.

## Palmarés
- Moçambola:

           Campeones (1): 2004
- Taça de Mozambique:

          Campeones (1): 2003
          Subcampeones (1): 2007
- Supertaça de Moçambique

         Subcampeones (3): 2004, 2005, 2008 

## Participación en competiciones de la CAF
- CAF Champions League: 1 Participación

            2005 - Ronda Preliminar 
| Temporada | Torneo                      | Ronda      | Club     | Casa | Visita | Global |
| --------- | --------------------------- | ---------- | -------- | ---- | ------ | ------ |
| 2005      | Liga de Campeones de la CAF | Preliminar | Simba SC | 1-1  | 1-2    | 2-3    |

- Copa Confederación de la CAF: 2 Participaciones

- 2004 - Ronda Preliminar

- 2008 - Ronda Preliminar

| Temporada | Torneo                       | Ronda      | Club               | Casa | Visita | Global |
| --------- | ---------------------------- | ---------- | ------------------ | ---- | ------ | ------ |
| 2004      | Copa Confederación de la CAF | Preliminar | Wits University FC | 1-2  | 0-4    | 1-6    |
| 2008      | Copa Confederación de la CAF | Preliminar | Highlanders FC     | 1-0  | 0-3    | 1-3    |